# Haiti történelme

Haiti címere

Haiti történelme i. e. 7000 körül kezdődött, amikor az első emberek megérkeztek Hispaniola szigetére. Az 1. század körül az Orinoco-deltából érkező aravakok szorították ki az addigi lakosokat. Kolumbusz Kristóf 1492-ben fedezte fel a szigetet és megkezdődött Hispaniola gyarmatosítása. A járványok és a spanyolok elnyomása miatt az indiánok szinte teljesen kihaltak. A spanyolok 1605-ben kivonultak a sziget nyugati részéből, helyükön pedig kalózok építették ki bázisaikat, elsősorban az északi part mentén fekvő Tortugán. 1660-ban Tortuga francia nemzetiségű kormányzója Franciaország védnöksége alá helyezte a szigetet és nem sokkal később Párizs bekebelezte Hispaniola nyugati harmadát. A cukornád termesztéséből hatalmas jövedelemre tettek szert és a szükséges munkaerő biztosítására afrikai rabszolgákat hoztak a francia gyarmatra. Az afrikaiak hamarosan a lakosság 95%-át tették ki. A francia forradalom után a rabszolgák Toussaint Louverture vezetésével fellázadtak és elfoglalták az egész szigetet. Toussaint halála után Jean-Jacques Dessalines kiáltotta ki Haiti függetlenségét. 1820 és 1840 között Haiti megszállva tartotta a szomszédos Santo Domingót (ma Dominikai Köztársaság). Belpolitikai válságok után a 19. század végén a haiti gazdaság és kultúra fejlődésnek indult. Egy újabb kaotikus időszak után az Egyesült Államok 1915-ben megszállta Haitit. Az amerikaiak 1934-ben kivonultak, ezután diktátorok uralták az országot. François Duvalier (Papa Doc) a 20. század egyik legkorruptabb és legelnyomóbb rezsimét hozta létre. Fia, Jean-Claude Duvalier (Baby Doc) 1986-os elűzése után Haiti belpolitikai életét az egymást követő válságok és katonai hatalomátvételek jellemezték, miközben az ország a nyugati félteke legszegényebb országává vált. Haiti fővárosát, Port-au-Prince-t 2010-ben pusztító földrengés sújtotta, melyben a hivatalos verzió szerint 300 ezer ember vesztette életét.

## A gyarmatosítás előtt

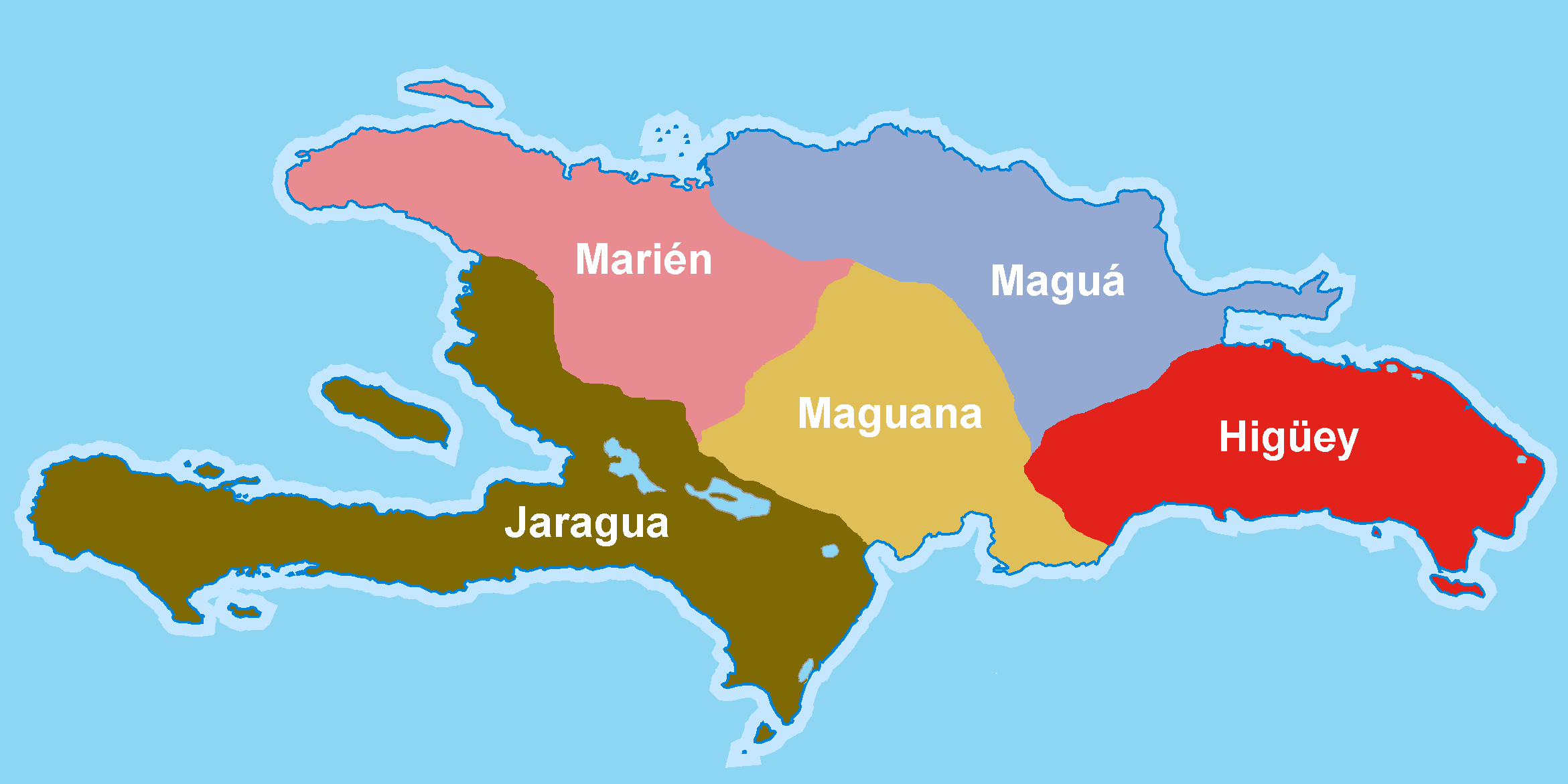
Taíno törzsek Hispaniolán

Hispaniola első lakói körülbelül i. e. 7000 körül érkeztek meg a szigetre, feltehetően a Floridai-félszigetről vagy Yucatánról. Vadászok, gyűjtögetők és halászok voltak, őket az aravak taínók váltották fel, akik i. sz. 600 környékén települtek meg Hispaniolán. A taínók növényeket is termesztettek és fejlett fazekasságuk volt. A szigetnek a Quisqueya (minden föld anyja) vagy Ayiti (magas hegyek földje) nevet adták és öt törzsbe (Marién, Maguá, Maguana, Jaragua és Higüey) tömörültek, amelyeket a törzsfőnökök, a kacikák vezettek. A mai Haiti területén Marien és Jaragua terült el. Kolumbusz 1492-es megérkezésekor Marien kacikája (a spanyol leírások szerint) Guacanagarix volt, aki a mai Cap-Haïtien környékén fekvő El Guaricóban uralkodott. Kolumbusz találkozott vele és ő engedélyezte neki, hogy megépítse az első spanyol települést, La Navidadot. A legnagyobb törzsi állam a szigeten Jaragua volt, amelynek központja Yaguana (a mai Léogâne mellett) volt, uralkodója pedig Bohechío és nővére, Anacaona.

## Spanyol Hispaniola (1492–1625)

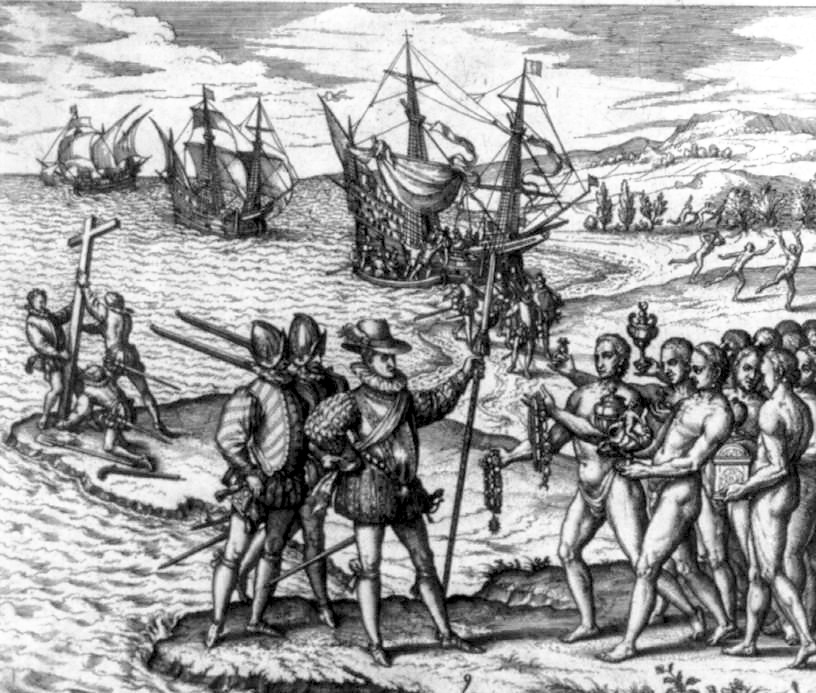
Kolumbusz partra lép Hispaniolán

Kolombusz Kristóf 1492 decemberében alapította La Navidadot, melynek építésekor a zátonyra futott Santa Maria faanyagát is felhasználták. Mikor második útján, 1493-ban visszatért, a települést lerombolva, 39 lakosát pedig legyilkolva találta. Kolumbusz folytatta útját kelet felé és megalapította La Isabelát a mai Dominikai Köztársaság területén. Három évvel később a gyarmatok központját áthelyezték a délnyugati partvidékre, Santo Domingóba (amely ma is a Dominikai Köztársaság fővárosa). A spanyolok 1502-ben tértek vissza Hispaniola nyugati részére és megalapították Yaguana (a mai Léogâne közelében), majd 1504-ben Puerto Real (a mai Fort-Liberté mellett) városát. Utóbbit 1578-ban átköltöztették és átnevezték Bayahára.
Az indián népességre csak becslések vannak, melyek néhány százezertől három millióig (utóbbi Las Casas adata) terjednek. A gyarmatosítás megkezdése után az őslakosok tömegei pusztultak el, többnyire az európaiak által behurcolt betegségek miatt, részben pedig a spanyolok kíméletlen kizsákmányolása következtében; kényszerítették őket, hogy élelmiszertermelés helyett is aranyat keressenek, a kvótát nem teljesítőket megcsonkították vagy kivégezték. 1506-ra a sziget lakossága az európaiakkal együtt sem haladta meg a 60 ezret, 1540 után pedig a megmaradt néhány száz taínó a hegyekbe húzódott vissza. 1520 után, miután meghódították Mexikót és Perut (és az ottani ezüst- és aranybányákat), a spanyolok érdeklődése csökkent Hispaniola iránt, a nyugati partvidéket pedig szinte teljesen elhagyták. 1595-ben a holland függetlenségi háború következményeként Madrid megtiltotta a kereskedelmet a hollandokkal, de a Karib-tengeri spanyol gyarmatok kihasználva a megemelkedett árakat, továbbra is fogadták a németalföldi kereskedőhajókat. 1605-ben a spanyol kormány elhatározta, hogy véget vet a csempészésnek és Hispaniola nyugati partvidékéről valamennyi alattvalóját átköltöztette Santo Domingo közelébe (Devastaciones de Osorio). A spanyol katonák felégették a nyugati településeket, lakosaikat pedig erőszakkal áttelepítették; a telepesek fele azonban hamarosan éhen halt, mintegy 100 ezer marhájuk gazdátlanná vált, korábbi rabszolgáik pedig megszöktek. Sok telepes inkább az erdőkben bújt el. Az elhagyott partvidéken aztán holland és angol kalózok telepedtek meg, akik bőven találtak élelmet az elvadult marhacsordák révén.

## Francia hódítás
1625-ben francia kalózok építették ki bázisukat az északnyugati partok mentén fekvő Tortuga szigetén. Hamarosan angolok és hollandok is csatlakoztak hozzájuk és kialakították a saját társadalmukat, mely elsősorban spanyol hajók fosztogatásából és vadmarhák vadászatából élt. Bár a spanyol hatóságok 1629-ben, 1635-ben, 1638-ban és 1654-ben is felszámolták a településüket, minden alkalommal visszatértek. 1655-ben a jamaicai angol gyarmat finanszírozta az újratelepülést és angol kormányzót ültetett Tortuga élére. 1660-ban őt egy francia, Jeremie Deschamps váltotta fel, aki azonban Párizs védelmét kérte, francia felségterületnek nyilvánította a szigetet és visszaverte a britek ismételt próbálkozásait Tortuga visszaszerzésére. Innen indult a francia terjeszkedés; 1663-ban Deschamps megalapította Hispaniolán Léogâne városát (a korábbi spanyol telep, Yaguana mellett), 1664-ben pedig az újonnan alapított Francia Nyugat-indiai Társaság átvette az új gyarmatot és Franciaország bejelentette igényét Hispaniola nyugati felére. 1676-ban a gyarmat fővárosa Tortuga helyett a vele szemben Hispaniolán alapított Port-de-Paix lett. 1684-ben a ratisboni szerződésben Franciaország és Spanyolország megállapodott a kalózkodás felszámolásában, az 1697-es ryswicki szerződésben pedig Hispaniola nyugati háromnyolcada Saint-Domingue néven formálisan is Párizs birtokába került. A növénytermesztők száma ekkor már meghaladta a marhavadászokét és XIV. Lajos által is bátorítva dohányt, indigót, gyapotot és kakaót termeltek a termékeny északi síkságon. Az ültetvények munkaerőéhségének kielégítésére megkezdődött az afrikai rabszolgák tömeges behozatala. A rabszolgák gyakran fellázadtak vagy a vadonba szöktek és elkeveredtek a megmaradt őslakos indiánokkal.

## Az Antillák gyöngye (1711–89)

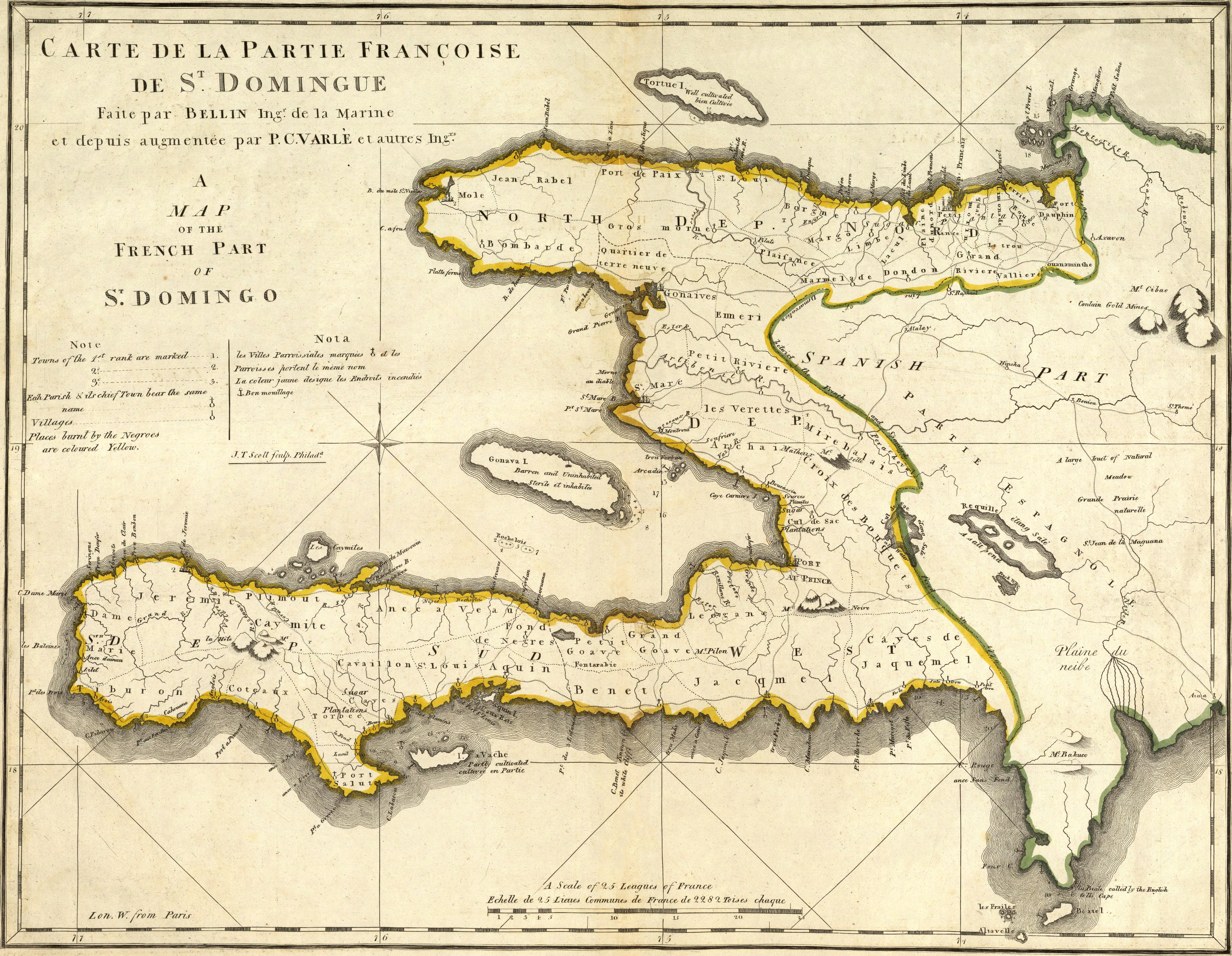
Saint-Domingue 1789-ben

A legnagyobb francia karibi gyarmaton sorra alapították a városokat: 1711-ben Cap-Français-t (amely egyből főváros is lett), 1726-ban Les Cayes-t, 1749-ben Port-au-Prince-t. Utóbbi 1770-ben vette át Saint-Domingue fővárosának szerepét, de ugyanabban az évben földrengés és szökőár sújtotta, melyben 200 ember vesztette életét, de az utána következő éhínségben és járványban 30 ezren haltak meg. Ezt megelőzően 1751-ben is rengett a föld a városban, akkor is csak egyetlen kőépület maradt állva.
A hétéves háborúig a gyarmat gazdasága fokozatosan a cukornád és kávé termelésre váltott át, majd a kereskedelmet korlátozó háború után a nádcukor-készítés erőteljesen felfutott. 1767-ben 72 millió fontnyi nyerscukrot és 50 millió font finomított cukrot exportáltak (és emellett 1 millió font indigót és 2 millió fontnyi gyapotot). Saint-Domingue az "Antillák gyöngyévé", Franciaország egyik leggazdagabb gyarmatává vált. Az 1780-as évekre Saint-Domingue termelte az Európában fogyasztott cukor 40 és a kávé 60%-át.
A cukornád-ültetvényeken kb. 790 ezer afrikai rabszolga dolgozott, az 1780-as években az atlanti rabszolga-kereskedelem harmada ide irányult. 1764 és 1771 között évente 10-15 ezer rabszolgát importáltak, ami 1786-ban 28 ezerre, ezután pedig több mint 40 ezerre szökött fel. Az európai lakosok száma azonban még 1789-ben is csak 32 ezer volt. A rabszolgák döntő többsége afrikai születésű volt és kegyetlen kizsákmányolásuk nem is tette lehetővé, hogy számukat természetes születésekkel fenntarthassák vagy gyarapíthassák.
XIV. Lajos még 1685-ben a Code Noir-ban (Fekete Törvény) szabályozta a rabszolgatartás körülményeit, eszerint a tulajdonos köteles volt szolgáit etetni, ruházni és általános jólétükről gondoskodni. A törvény engedélyezte a fizikai fenyítést is a rabszolga engedelmességének kikényszerítésére. A felkeléstől rettegő ültetvényesek brutális módszerekkel próbálták elfojtani az engedetlenség csíráját is, tanúk szerint sokszor élve eltemették, keresztre feszítették, korbácsolás után hangyabolyra kötözték vagy fortyogó cukorszirupos üstbe dobatták őket.
Ennek ellenére több ezren szöktek meg és a hegyekben közösségekbe verődtek és időnként félreeső ültetvényeket támadtak meg. A leghíresebb szökött rabszolga a félkarú François Mackandal volt, aki több bandát is egyesített és hat évig harcolt a gyarmati hatóságok ellen, míg végül elfogták és élve elégették.
Saint-Domingue-on igen jelentős volt a félvér népesség (jellemzően fehér gazdák és rabszolganőik gyermeke), amely 1789-ben elérte a 25 ezer főt. A fehér férfiak félvér gyerekei a törvény értelmében szabadoknak minősültek és megörökölhették apjuk vagyonát, így létrejött egy néha akár vagyonos "középosztály" az afrikai rabszolgák és a francia gyarmatosítók között. Ahogyan számuk nőtt, a kormányzat korlátozta a "színesek" (gens de couleur) jogait; eltiltották őket bizonyos foglalkozásoktól, a fehérekkel való házasságtól, hogy európai ruhát viseljenek vagy nyilvánosan fegyvert hordjanak magukkal. A földbirtoklás azonban szabad maradt és sok mulatto maga is ültetvényes és rabszolgatulajdonos lett. 1789-re a birtokok harmada és a rabszolgák negyede félvérek kezében volt.

## A haiti forradalom

Toussaint Louverture

### Az Ogé-féle lázadás (1789-91)
Az 1789 nyarán kitörő francia forradalom nagy hatással volt a gyarmat életére is. A párizsi Nemzetgyűlés júliusban megszavazta, hogy Saint-Domingue hat képviselőt küldhet a parlamentbe. Vagyonos mulattok egy csoportja, Julien Raimond és Vincent Ogé vezetésével megpróbálta rávenni a fehér ültetvényesek közül kikerült képviselőket, hogy támogassák a színesek teljes polgárjogát, de azok elutasítóak voltak. 1790 márciusára Raimond és Ogé Párizsban a Société d'Amis des Noirs társaság lobbitevékenysége révén kiharcolta, hogy a Nemzetgyűlés a mulattoknak minden politikai jogot megadjon. Vincent Ogé hazautazott, hogy felügyelje a törvény alkalmazását és októberben petíciót nyújtott be a gyarmat kormányzójának. Amikor az visszautasította a követeléseit, az amerikai függetlenségi háború veteránjának, Jean-Baptiste Chavennes segítségével megpróbálta fellázítani a félvéreket. A mulattok azonban vonakodtak felszabadítani vagy fegyvert adni rabszolgáiknak és lázadásukat a fehér milícia és a fekete önkéntesek csapatai leverték. A vezetők átszöktek a sziget spanyol részébe, de elfogták őket és visszakísérték a francia hatóságokhoz, akik 1791 februárjában Ogét és Chavennest kivégezték.

### Rabszolgafelkelés (1791–93)
1791. augusztus 22-én a sziget északi részén fellobbant az a rabszolgalázadás, amely aztán a haiti forradalomhoz vezetett. A hagyomány szerint a lázadást Dutty Boukman vudu-pap indította el egy szertartáson a Cap-Français melletti Kajmánerdőben (Bois Caïman). Bár Boukmant elfogták és kivégezték, a lázadás gyorsan szétterjedt az egész gyarmaton.
1792-ben a párizsi Alkotmányozó Gyűlés és a Forradalmi Bizottság képviseletében megérkezett a gyarmatra Léger-Félicité Sonthonax. Célja az volt, hogy stabilizálja és francia uralom alatt tartsa a gyarmatot, valamint hogy életbe léptesse a mulattok jogegyenlőségéről szóló törvényt. 1793. augusztus 29-én Sonthonax radikális lépésre szánta el magát és az északi provinciában kinyilvánította a rabszolgák felszabadítását (bár jogaik jelentősen behatároltak voltak). A következő hónapokban az egész gyarmatra kiterjesztette az abolíciót. A Robespierre vezette választott Nemzetgyűlés 1794 februárjában egész Franciaországban és gyarmatain eltörölte a rabszolgaságot.
A rabszolgák azonban nem özönöltek Sonthonax zászlaja alá. A britek által támogatott fehér ültetvényesek a rabszolgaság eltörlését ellenző színesekkel együtt ellenálltak. A köztársasági pártot a rabszolgafelkelésben kitűnt Toussaint Louverture és volt rabszolgákból álló harcedzett csapata mentette meg, akiket Sonthonax kellőképpen fel is fegyverzett. Sonthonaxot 1796-ban a politikai széljárás változása miatt visszahívták Párizsba. Időközben a britek megpróbálták megszállni a gyarmatot, ám őket a jelentősen megerősödött Louverture kiszorította a szigetről és 1798-ra gyakorlatilag ő volt Saint-Domingue vezetője. A következő évben még legyőzte az uralmát el nem ismerő mulatt André Rigaud tábornokot, majd átvonult Hispaniola keleti, spanyol részébe, ahol szintén felszabadította a rabszolgákat. Toussaint azonban nem kiáltotta ki a függetlenséget és nem torolta meg a korábbi sérelmeket a volt rabszolgatartókon is, mert úgy vélte, hogy a jórészt Afrikából érkezett felszabadított rabszolgák egyedül nem tudnak fenntartani egy civilizált országot.

### Napóleon legyőzése (1802–04)
Napóleon 1802-ben sógora, Charles Leclerc  vezetésével jelentős inváziós sereget küldött Hispaniolára, hogy visszaszerezzék a francia kormány fennhatóságát. A spanyolok jóváhagyásával megszállták a sziget keleti felét és az idővel 40 ezresre duzzadt európai hadsereg a fehér és mulatt gyarmatlakók támogatásával több csatában legyőzte a felkelőket. Toussaint két alvezére átállt az ellenség oldalára, a lázadók vezérét pedig tárgyalni hívták, ám mikor megjelent letartóztatták és Franciaországba deportálták. Toussaint röviddel később tüdőgyulladásban meghalt a börtönében.
Napóleon 1802 májusában törvényt hozott, hogy ahol még megmaradt (Martinique, Tobago és Saint Lucia gyarmatokon), a rabszolgaságot fenn kell tartani. Leclercnek bizalmas üzenetet küldött, melyben felhatalmazta Saint-Domingue-on is visszaállítani a korábbi állapotokat, amikor megfelelőnek látja az időt. Bár ezeket a törekvéseket nem hirdették ki, nyár közepére elterjedt a híre, hogy Párizs vissza akarja állítani a rabszolgaságot és Toussain elárulása is tüzelte a kedélyeket. A korábban kollaboráló alvezérek, Dessalines, Christophe és Pétion meg voltak győződve róla, hogy rájuk is Toussain sorsa vár és újból fellázadtak. Időközben beköszöntött az esős évszak és az európai katonák tömegesen estek a sárgaláz és malária áldozatául. Novemberre 24 ezer francia katona halt meg (köztük maga Leclerc is) és további 8 ezret kórházban ápoltak.
Leclercet Donatien-Marie-Joseph de Vimeur, Rochambeau vikomtja váltotta az expedíciós hadsereg élén. Eltökélte, hogy gyorsan leszámol a lázadókkal és ehhez bármilyen eszközt felhasznál. Nyílt terrorral és megfélemlítéssel próbálkozott, újból bevezette a feketék élve eltemetését, melaszban főzését és hangyabolyba kötözését. A színesek ellen is keményen lépett fel; egy alkalommal bált rendezett a legfontosabb mulatt hölgyeknek és éjfélkor bejelentette férjeik kivégzését. Módszereire a felkelők hasonlóképpen válaszoltak; amikor egy csata után Rochambeau 500 foglyot élve eltemettetett, Dessalines válaszul 500 francia foglyot felakasztatott. Rochambeau brutalitása a lázadók oldalára állította a sziget félvér lakóit.
1803-ban kiújult a hadiállapot Nagy-Britannia és Franciaország között, Napóleon pedig nem tudott többé elegendő utánpótlást küldeni Hispaniolára, áprilisban pedig el is adta az észak-amerikai francia érdekeltségeket az Egyesült Államoknak. A felkelők lassanként felülkerekedtek, 1803 november 18-án a vertières-i csatában pedig döntő csapást mértek a franciákra.
1804. január 1-én Dessalines kikiáltotta a függetlenséget, az ország nevéül annak régi taíno elnevezését, Haitit választva. A francia lakosság többsége elmenekült, akiknek ez nem sikerült azt a felkelők lemészárolták. Cap-Français-ben kétezer, Port-au-Prince kilencszáz, Jérémie-ben négyszáz fehér lakost gyilkoltak meg.
A francia inváziós sereggel sok lengyel is érkezett Hispaniolára. Többségük azonban megtagadta a harcot a szabadságukért küzdő feketék ellen és sokan csatlakoztak is Dessalines-hez. Emiatt a lengyelekkel győzelmük után jól bántak és megengedték, hogy ha úgy kívánják, az új országban maradhassanak. Az 5280 lengyel katona közül mintegy 500-an éltek a lehetőséggel.
Franciaország csak 1825-ben ismerte el Haitit és akkor is 150 millió aranyfrankot követelt kártérítésül. Az összeget később 90 millióra mérsékelték, amit a haiti kormány kifizetett, hogy a kereskedelmi embargót feloldhassa. Az erre a célra felvett magas kamatozású hiteleket csak 1947-ben fizették vissza végleg.

## A független Haiti
Haiti volt az első fekete köztársaság a világon. Az első, 1804-es alkotmányában kimondták a vallásszabadságot (Toussaint idején a katolicizmus volt az államvallás); azt hogy minden polgára bőrszíntől függetlenül feketének számít (erre azért volt szükség, hogy megelőzzék a korábbi, bőrszín szerinti társadalmi rétegződést), valamint hogy földbirtok nem lehet fehérek tulajdonában. Az ország első évtizedeit részleges nemzetközi elszigeteltségben töltötte, nem hívták meg a független amerikai államok első, 1826-os találkozójára és az Egyesült Államok csak 1862-ben, a rabszolgatartó államok elszakadása után ismerte el létét.
Jean-Jacques Dessalines 1804-ben I. Jakab (Jacques) néven császárrá kiáltotta ki magát, de legközelebbi tanácsadói, Henri Christophe és Alexandre Pétion két évvel később meggyilkoltatták. Christophe és Pétion ezután összekülönbözött és kettéosztották az országot. Északon Christophe autoriter rezsimet épített ki, polgárainak szinte már kényszermunkaszerű kötelezettséget írt elő az állami ültetvényeken és az így nyert cukor- és kávéjövedelmekből tartotta fenn kormányát.
Pétion ezzel ellentétben földosztást hirdetett és a volt óriásültetvényeket kistulajdonosok között osztották fel. Kormánya elsősorban színesekből állt, ezért igyekezett az alacsony adókkal a fekete többség elégedettségét elnyerni; emiatt viszont folyton az államcsőd határán kellett egyensúlyoznia. Ezzel együtt övé volt az egyik legtoleránsabb és -liberálisabb haiti rezsim. Segítette a latin-amerikai államok szabadságharcát, 1815-ben menedéket adott Simón Bolívarnak és katonákkal és anyagi segítséggel látta el a venezuelai forradalmárt. 1816-ban mégis elege lett a szenátus akadékoskodásaiból, felfüggesztette a törvényhozást és élethosszig elnöknek nyilvánította magát. Röviddel később sárgalázban meghalt és helyettese, Jean Pierre Boyer vette át a posztját.
1808-ban, miután Napóleon megszállta Spanyolországot, Hispaniola keleti felének lakói fellázadtak, legyőzték az ott tartózkodó francia katonákat és kikiáltották a spanyol kormány védnöksége alá helyezett Santo Domingó-i köztársaságot.
Északon 1811-ben Christophe I. Henrik néven királlyá nyilvánította magát. Fényűző palotákat és kastélyokat emeltetett, megépíttette Amerika legnagyobb erődjét (Citadelle Laferrière, ma a világörökség része) és európai mintára nemességet hozott létre. Zsarnoki uralma miatt azonban egyre nőtt a lakosság elégedetlenkedése és 1820-ban a puccstól való félelmében inkább ezüstgolyóval öngyilkosságot követett el. Fiát és örökösét tíz nappal később meggyilkolták és a déli ország rész vezetője, Boyer békés, diplomáciai úton egyesítette Haitit.
1821-ben Santo Domingo kimondta elszakadását Spanyolországtól és kérte felvételét Simón Bolívar Nagy-Kolumbiájába. Az egységes Hispaniolát kívánó párt azonban behívta a haiti erőket és Boyer katonái 1822 januárjában ellenállás nélkül megszállták Santo Domingót. Az egyesítés és a vele együtt járó címosztogatás lecsillapította Boyer nyugtalankodó tábornokait, de a kíméletlen haiti kormányzat elől sok gazdag fehér Santo Domingó-i külföldre menekült. Boyer kormányzata mintegy hatezer volt rabszolgát fogadott be az Egyesült Államokból és felvette a diplomáciai kapcsolatot a volt gyarmattartóval, Franciaországgal. A franciáknak fizetendő súlyos kártérítés miatt megpróbálta visszahozni Christophe munkaszolgálatát, de a polgárok engedetlensége miatt, erről végül lemondott. A munkaerő-igényes cukortermelés visszaesett és 1840-re Haiti már nem is exportált nádcukrot. A rumkészítéshez szükséges cukortermelés megmaradt ugyan, de az ország fő exportcikke a kávé lett, melyet félvadon is lehetett termeszteni. 1842-ben súlyos földrengés döntötte romba Cap-Haïtien városát, tízezer ember halálát okozva. A rengés megrongálta Christophe volt királyi rezidenciáját, melyet azután már soha nem építettek újjá.
1843-ban Charles Rivière-Hérard tábornok puccsal megdöntötte Boyer uralmát. Ezután országszerte lázadások robbantak ki, az ország politikai káoszba merült egészen 1847-ig. Santo Domingo kihasználta a helyzetet és 1844-ben elszakadt Haititől.

## Belpolitikai válságok (1843-1911)

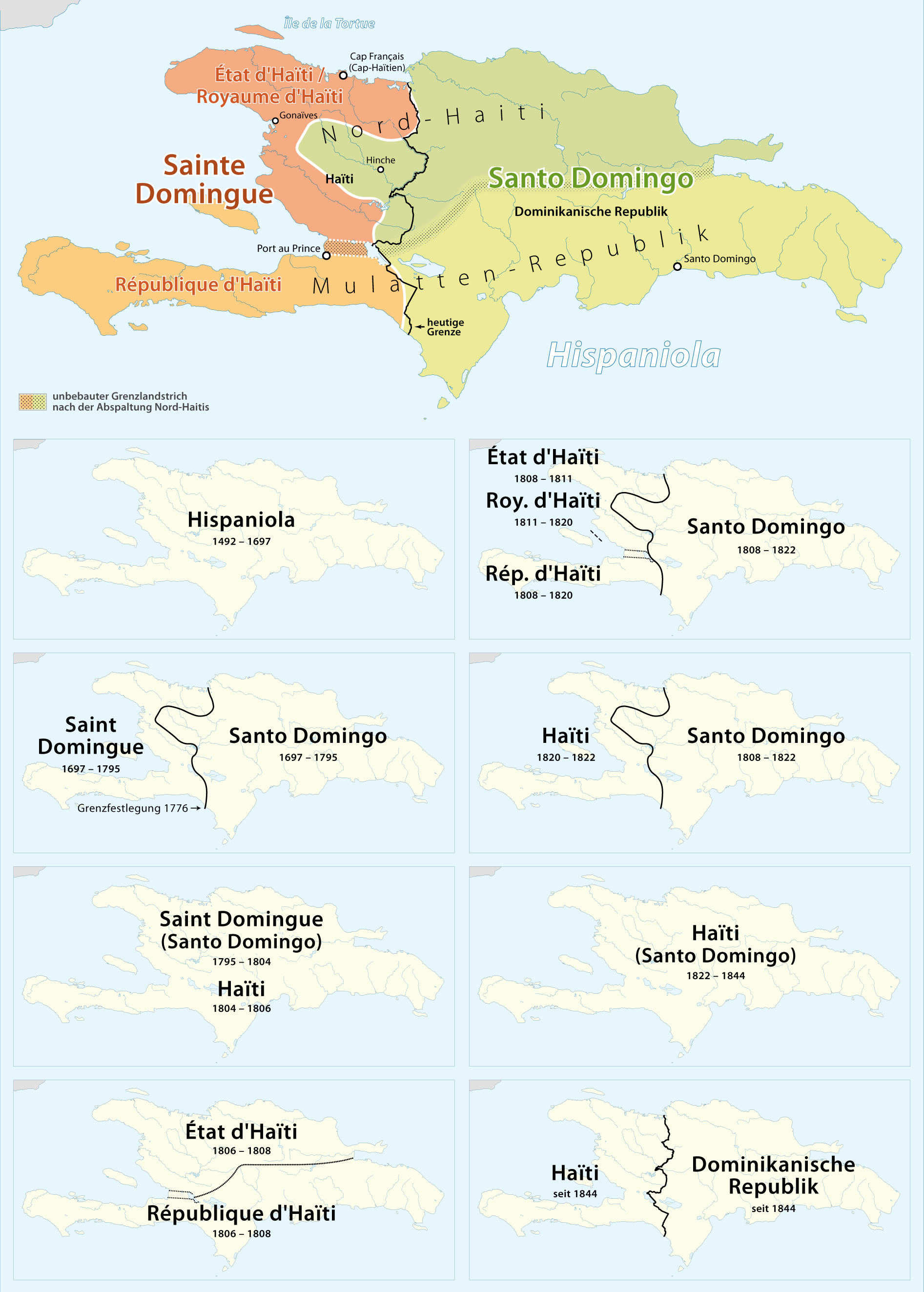
Haiti határainak változása

1847-ben Faustin Soulouque tábornok lett az elnök, aki népszerűségét kihasználva két évvel később I. Fausztin néven császárrá kiáltotta ki magát. Magánhadserege és titkosrendőrsége révén vaskézzel uralkodott és négyszer is megpróbálta visszahódítani Santo Domingót, de a haiti hadsereg minden alkalommal vereséget szenvedett. 1859-ben Fabre Geffrard megdöntötte Soulouque uralmát. Geffrard felére csökkentette a hadsereg létszámát és személyesen tőle függő testőrséget alapított, de az elővigyázatossági intézkedések ellenére 1867-ben az ő hatalmát is a hadsereg segítségével Sylvain Salnave tábornok döntötte meg. Megpróbáltak létrehozni egy alkotmányos alapon működő kormányzatot, de Salnave és az utána következő Nissage Saget is puccs következtében vált meg hivatalától. Végül 1874-ben Michel Domingue vezetett be egy működőképes alkotmányt és ezután a politikai helyzet stabilizálódott, az elnökök erőszak nélkül adták át hatalmukat és Haiti gazdasága is fejlődésnek indult. Lysius Salomon nagy lendülettel vágott bele az ország modernizálásába, létrehozta a nemzeti bankot, a postát, távírókábelt fektetett Jamaicába és megreformálta az oktatást. A szellemi élet is virágzott, több összegző munka született az ország történelméről és olyan haiti értelmiségiek, mint Louis-Joseph Janvier vagy Anténor Firmin felléptek a nyugati világban erősödő rasszizmus és szociáldarwinizmus ellen. Port-au-Prince környékén iparosították a cukor- és rumtermelést és Haiti egy ideig a latin-amerikai államok gazdasági mintaállama volt. A stabilitás és fejlődés időszaka 1911-ig tartott, amikor egy felkelés miatt az ország újból belpolitikai és gazdasági válságba jutott.
Az 1900-as években kisebb német közösség telepedett meg Haitin (1910-ben kb. 200-an voltak), akik azonban aránytalanul nagy gazdasági hatalmat tartottak a kezükben. Az ország külkereskedelmi forgalmának 80%-át a németek intézték, az ő tulajdonukban volt a főváros kikötőjének jelentős részem villamoshálózata és több vasútvonal. Az USA kormánya aggódott a növekvő német befolyás miatt és egy magánbankon keresztül felvásárolta Banque Nationale d'Haïti-t, az ország egyetlen kereskedelmi bankját.

## Amerikai megszállás

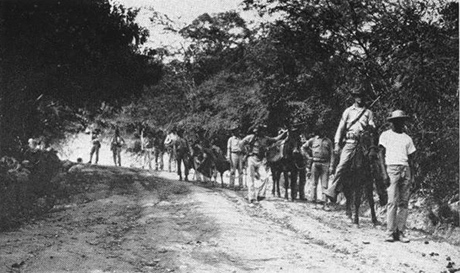
Amerikai járőr Haitin 1915-ben

1911 és 1915 között öt elnöke volt az országnak, akiket vagy megöltek vagy száműzetésbe kényszerítettek. A felkelők katonai erejét felfegyverzett parasztok alkották, akiket a rivális politikai frakciók fizettek.
A haiti állam teljesen eladósodott, elsősorban amerikai bankoknak és amikor nem fizette a hiteleket, azok panaszt tettek az USA kormányzatánál. 1915-ben Woodrow Wilson utasítást adott Haiti megszállására. Az amerikai tengerészgyalogosok felügyelete alatt összeülő Nemzetgyűlés Philippe Sudré Dartiguenave-ot választotta elnöknek, aki aláírta az országot gyakorlatilag USA-protektorátussá lefokozó szerződést. A pénzügyeket, a vámfelügyeletet, rendőrséget, közműveket és egészségügyet tíz évig közvetlenül amerikai hivatalnokok irányították. 1917-ben feloszlatták a Nemzetgyűlést és az amerikai külügyminisztérium és a flottaügyi minisztérium új alkotmányt írt az országnak. Franklin D. Roosevelt, aki ekkor miniszterhelyettes volt, azt állította, hogy maga írta a haiti alkotmányt. Az újonnan megválasztott Nemzetgyűlés megtagadta a dokumentum ratifikálását, mire az amerikai felügyelet lévő csendőrség erőszakkal feloszlatta a testületet. Az alkotmányt végül 1919-ben népszavazással legitimálták, melyen a népesség kevesebb mint 5%-a vehetett részt.
Az amerikai fegyveres erők nagyszabású útépítő programba kezdett, hogy az ország távoli részeit is elérhetővé tegyék. Ezt elősegítendő újra hatályossá tettek egy 1864-es törvényt, amely a parasztokat útépítésre vagy extra adó megfizetésére kötelezte. 1915-ben Haitinek 5 km-nyi automobillal járható útja volt, a kényszermunkarendszernek köszönhetően ez 1918-ra már 760 km-re nőtt.
1919-ben felkelés kezdődött a megszállók ellen, de vezetőjét, Charlemagne Péralte-t három amerikai katona a saját táborában megölte. A helyébe lépő vezető is meghalt 1920-ban és a lázadás elhalt. A hivatalos verzió szerint 3250 haiti halt meg a felkelésben, míg a haiti történészek ezt a számot 15 ezerre teszik.
1922-ben Louis Borno váltotta Dartiguenave-ot, aki törvényhozó testület nélkül vezette az országot egészen 1930-ig. Ezalatt 1600 km-nyi út épült, kiépült a telefonhálózat, modernizálták a kikötőket. A kávé mellett cukrot, gyapotot és szizált is exportáltak. A mezőgazdaság fejlesztését korlátozta a munkaerőhiány, mert 30-40 ezer haiti munkás Kubába és a Dominikai Köztársaságba (volt Santo Domingo) járt át idénymunkára.
A nagy gazdasági világválság súlyosan érintette az exportra termelő haiti gazdaságot. 1929 decemberében tengerészgyalogosok lelőttek tíz tiltakozó munkást. A Hoover-kormányzat felülvizsgálta a megszállási politikát és 1930-ban a függetlenségpárti Sténio Vincent-t választották elnöknek. Az USA 1934-re, Roosevelt "jó szomszédság" politikája jegyében teljesen kivonta fegyveres erőit az országból, bár a haiti külkereskedelmet egészen 1947-ig felügyelte. A korábbi csendőrséget átszervezték a Haiti Gárdává (Garde d'Haïti); ez az elvben professzionális, politikamentes hadsereg a későbbiekben az elnökök politikai játszmáinak tárgyává vált.

## Elnökök és puccsok
Vincent az amerikai kivonulás után hozzáfogott hatalma megerősítéséhez. 1935-ben bevezetett egy új alkotmányt, mely felhatalmazta a Nemzetgyűlés feloszlatására, annak hiányában rendeleti kormányzásra és a szenátorok felének kinevezésére. Cenzúrázta a sajtót, brutálisan elnyomta az ellenzéket és kormányzatának elsődleges haszonélvezője ő maga, valamint gazdasági és katonai vezetőkből álló klikkje volt. Az elégedetlenség egyre nőtt és az is kiderült, hogy Vincent megpróbálta eltussolni, hogy a dominikai hadsereg 15-20 ezer haitit lemészárolt a határvidéken. Amerikai nyomásra Vincent nem indult az 1941-es elnökválasztáson, ahol Élie Lescot-t választották meg.
Lescot tapasztalt és tehetséges politikus volt, de elnöksége nem sokban különbözött elődjétől. Kinevezte magát a hadsereg főparancsnokává, elnyomta az ellenzékét és a sajtót és a törvényhozással kiszélesíttette a saját jogkörét. Nemzetgyűlési ellenőrzés nélkül készítette költségvetését és a kieső képviselők helyére ő maga nevezte ki utódjukat. A második világháborúban Haiti hadat üzent a tengelyhatalmaknak, de semmilyen szerepet nem játszott benne, csak nyersanyagot szállított az Egyesült Államoknak és engedélyezte, hogy annak flottája használja a kikötőit.
Lescot korábban Haiti nagykövete volt a Dominikai Köztársaságban és összebarátkozott az ország diktátorával, Rafael Trujillóval. Lehetséges hogy Trujillo fizette Lescot megválasztását is. Kapcsolatuk titokban maradt 1943-ig, amikor ismeretlen okból összekülönböztek és a dominikai diktátor felfedte levelezésüket. Lescot hitele és népszerűsége ezáltal jelentősen csökkent.
1946 januárjában letartóztatták a La Ruche marxista újság szerkesztőit és ezt követően országos tiltakozáshullám kezdődött. A hadsereg is kihátrált az elnök mögül, így Lescot január 11-én lemondott. A hatalmat egy háromtagú junta révén a Haiti Gárda vette át. Haiti történetében először fordult elő, hogy a hadsereg közvetlenül, intézményként gyakorolta a hatalmat. A junta (hivatalosan Katonai Végrehajtó Bizottság - Comité Exécutif Militaire) tagjai - Franck Lavaud, Antoine Levelt és Paul E. Magloire - korábban az elnöki testőrség tisztjei voltak. Májusra kiírták a nemzetgyűlési választást, augusztusban pedig megválasztották Dumarsais Estimét elnöknek.
A fekete Estimé korábban tanár volt, Vincent kormányában pedig miniszterként vett részt. A korábbi elnököktől eltérően nem az elit köreiből érkezett és polgári foglalkozása volt. Fontos szociális intézkedéseket vezetett be, bővítette az iskolarendszert, megemelte a közalkalmazottak fizetését, támogatta a vidéki szövetkezetek létrehozását. Igyekezett közép- és alsó osztályokból származó feketéket kormányzati pozíciókba emelni, amivel kivívta a félvér elit rosszallását. A vagyonos osztály amiatt is ellenséges volt vele, mert jövedelemadót vezetett be, támogatta a szakszervezeteket és a vudu vallást a katolicizmussal azonos szintre akarta emelni. Estimé népszerűsége csökkent a kötelező vásárolandó honvédelmi kötvények bevezetése miatt is, és amikor megpróbálta megváltoztatni az alkotmányt, hogy meghosszabbítsa hivatali idejét, 1950 májusában a hadsereg lemondásra kényszerítette. A hatalmat ugyanaz a háromtagú junta vette át, Estimé pedig Jamaicára menekült száműzetésbe.
A junta októberre közvetlen elnökválasztást írt ki (az elsőt az ország történetében), legerősebb tagja, Paul Magloire lemondott tisztségéről és bejelentette, hogy maga is indul az elnökségért. Mivel a hadsereg és az üzleti körök is őt támogatták, könnyedén megnyerte a választást. Magloire a vagyonos elit érdekeinek megfelelően kormányzott és az 50-es évek elejének kedvező körülményei között Haiti gazdasága jól fejlődött, egészen a Hazel hurrikán 1954-es pusztításáig. A haiti viszonyokhoz képest Magloire uralma nem volt különösebben elnyomó, bár ő is letartóztatta politikai ellenfeleit és bezáratta a túlságosan kritikus újságokat. Rendszere azonban még a korábbiaknál is korruptabb volt, magához ragadta a szizál, cement és szappantermelési monopóliumot és közben fényűző palotákat emeltetett. Elődjéhez hasonlóan abba bukott bele, hogy hivatali idejének lejártával megpróbálta azt meghosszabbítani. Emiatt 1956 májusában tüntetések és általános sztrájk kezdődött, és az elnök hiába vezette be a rendkívüli állapotot, az ország megbénult és Magloire végül Jamaicára menekült.
Ezután kaotikus időszak következett, a három ideiglenes elnök közül egy lemondott, kettőt pedig (Franck Sylvaint és Daniel Fignolét) a hadsereg buktatott meg. A tisztek támogatását végül az Estimé-kormány egészségügyi miniszterének, a fekete François Duvalier-nek sikerült megszereznie, akit 1957-ben elnökké választottak.

## A Duvalier-korszak

### Papa Doc

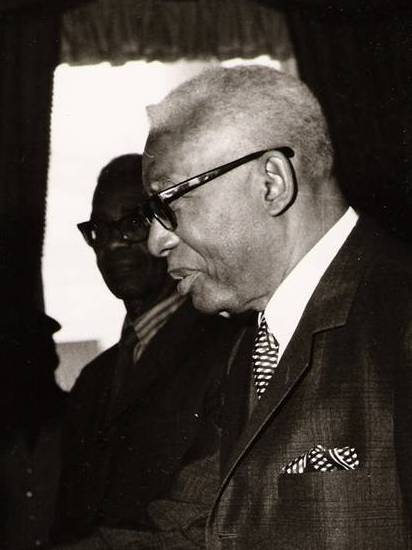
"Papa Doc" Duvalier

Duvalier-nek orvosi végzettsége volt, a közegészségügyben dolgozott és részt vett az USA által finanszírozott, fertőző betegségeket megelőző kampányokban, itt ragadt rá a Papa Doc becenév. Korábbi emberbaráti hírnevére rácáfolva elnökként a 20. század egyik legvéresebb, leginkább elnyomó diktátori rezsimjét építette ki. A hadseregben nem bízott, ezért saját paramilitáris rendőri erőire (hivatalos nevükön Nemzetbiztonsági Önkéntesek, Volontaires de la Sécurité Nationale, de ismertebb nevük a Tontons Macoutes - Mumus bácsik - volt) támaszkodott; velük hajtatta végre politikai ellenfeleinek meggyilkolását, megverését, megfélemlítését. Uralmának mintegy 30 ezren estek áldozatul. A Macoutes közé sok vudu-papot is felvettek és magának Duvalier-nek is olyan hírneve volt, hogy mestere a feketemágiának.
Duvalier Estimé örökösének szerepében tetszelgett és folytatta annak antielitista politikáját. Emiatt a haiti értelmiség jelentős része elhagyta az országot, ami tovább mélyítette az amúgy is égető gazdasági és szociális problémákat. Duvalier azonban sokat tett azért, hogy az utak, csatornázás és vízvezeték nélkül élő szegény rétegek otthonaihoz eljussanak a közművek. 1964-ben elnöki mandátumát élethosszig kiterjesztette.
Az Egyesült Államok 1961-ben felfüggesztette Haiti segélyezését, miután Duvaliert megvádolták a támogatások elsikkasztásával. Megromlott a viszony a szomszédos Dominikai Köztársasággal is, miután Bosch elnök menedéket nyújtott a haiti politikai menekülteknek. Az elnöki testőrség megszállta a dominikai követséget, hogy kihallgassanak egy tisztet, akit azzal vádoltak, hogy Bosch parancsára el akarja rabolni Duvalier gyerekeit. Bosch erre nyilvánosan bejelentette Haiti megtámadását, a parancsa végrehajtását azonban a hadserege megtagadta.

### Baby Doc
François Duvalier 1971-es halála után 19 éves fia, Jean-Claude Duvalier (apja beceneve után Baby Doc) vette át az elnökséget. A diktatúra valamelyest enyhült, de az ország gazdasága továbbra is lejtmenetben haladt. A nemzetközi elszigeteltség is javult némileg és az Egyesült Államok 1971 után visszaállította a segélyprogramját. Baby Doc az adminisztratív államügyeket többnyire anyjára, Simone Ovid Duvalier-re hagyta, ő maga pedig vagyona gyarapításával és elköltésével foglalta el magát. Vagyona - több százmillió dollár - nagy része az elnöki dohánymonopóliumból származott. 1980-ban feleségül vett egy elvált mulatt szépasszonyt, Michèle Bennettet (az esküvő 3 millió dollárba került), ami széles körben visszatetszést keltett, mert úgy vélték, hogy szakít apja antielitista, antifélvér politikájával. Felesége követelésére száműzte anyját az országból. Az egyre inkább nyomorba süllyedő országot az összeomlott közegészségügy miatt járványok is sújtották: a 80-as években robbanásszerűen terjedt az AIDS és az afrikai sertéspestis miatt a falusi lakosság vagyonának jelentős részét kitevő disznókat is le kellett vágni. A rezsim elleni tiltakozások 1983 után kezdődtek, amikor II. János Pál pápa haiti látogatása után nyilvánosan kritizálta a rezsimet. Az elégedetlenség nyílt lázadássá fokozódott és 1986 januárjában a hadsereg lemondásra kényszerítette Baby Docot, aki ezután Franciaországban élte a playboyok életét.

## Tartós válság
1986 és 1988 között az országot ideiglenes katonai kormányzat vezette. 1987-ben a Nemzetgyűlés elfogadta az új alkotmányt és novemberre választásokat írtak ki, amelyet azonban elhalasztottak, mert, a választás napján a titkosszolgálat egyik ezredese által vezetett csapatok a sorban álló szavazók közé lőttek és 30 (vagy 300) ember meghalt. A választást 1988 elején megismételték, azt azonban a korábbi jelöltek nagy része bojkottálta és a részvétel mindössze 4%-os volt.
A választást Leslie Manigat nyerte, de három hónappal később a hadsereg elkergette. Az országban állandósult a káosz, a fegyveres erők több helyütt vérfürdőt rendeztek. A Jean-Bertrand Aristide teológus által vezetett templomot is felgyújtották miután 30 (vagy 80) embert meggyilkoltak benne. Az instabilitás egyik nyertese az amerikai CIA által a kábítószerellenes háborúra felszerelt haiti titkosszolgálat volt, melynek tagjai aktívan részt vettek a drogkereskedelemben és a politikai gyilkosságokban.
Az 1990 decemberében tartott viszonylag demokratikus elnökválasztást Aristide nyerte kétharmados támogatottsággal. Radikális populista politikája és támogatóinak erőszakossága miatt azonban sok ellenséget szerzett és a következő év szeptemberében Raoul Cédras tábornok puccsal megbuktatta. Aristide külföldre menekült. A katonai hatalomátvétel során és után 3-5 ezer haitit gyilkoltak meg és hatalmas menekülthullám indult az Egyesült Államok irányába. 1991-1992-ben az amerikai parti őrség 41 ezer haitit tartóztatott fel, akik többségét visszaküldték hazájába. A puccs miatt az ENSZ Biztonsági Tanácsa szankciókat és fegyverszállítási embargót hozott Haiti ellen.
1993. február 16-án egy túlzsúfolt komp elsüllyedt Haiti partjainál és ezer utasából legalább hétszázan megfulladtak.
A katonai kormányzat 1994-ig tartott. A Biztonsági Tanács felhatalmazta tagjait, hogy az általuk szükségesnek tartott lépések megtételére, hogy helyreállítsák Haiti törvényes kormányzatát. Az Egyesült Államok az Operation Uphold Democracy akció keretében megindította az inváziót és s csapatok már a levegőben voltak, mikor Cédras tábornok lemondott. Aristide visszatért az országba és pártja fölényesen nyerte az 1995-ös választást. Az elnök Aristide szövetségese, René Préval lett.
1996 végén Aristide szakított Prévallal és saját pártot (Fanmi Lavalas, FL) alapított, amely 1997-ben megnyerte a szenátusi ée önkormányzati választásokat. Aristide és Préval között patthelyzet jött létre és a kormányzat képtelen volt az 1998-as parlamenti választások időben történő megrendezésére. 1999 januárjában Préval lemondatta azokat a képviselőket és szenátorokat, akiknek lejárt a mandátuma és utána rendeletekkel kormányzott.
A 2000-es parlamenti választást a Fanmi Lavalas nyerte, de a szenátusi helyeket illetően nézeteltérés tört ki az FL és az ellenzék között. Az ellenzék és a megfigyelő Amerikai Államok Szervezete nem fogadta el a szavazatszámlálás eredményét és a választás második körének eredményét. A novemberi elnökválasztást az ellenzék bojkottálta és bár Aristide a szavazatok 90%-át kapta, nem ismerték el a választás eredményét. A következő években több botrány is kirobbant, melyek arról tanúskodtak, hogy a haiti felsővezetés nagy része érintett a drogkereskedelemben, Aristide biztonsági főnökét és közeli barátját, Oriel Jean is letartóztatta a kanadai rendőrség pénzmosás vádjával. Aristide üzlettársa és lányának keresztapja a hírhedt kábítószercsempész, Beaudoin Ketant volt, aki maga is azt állította Haitiról, hogy Aristide "narkóállamot csinált az országból; ez egy egyemberes show; vagy fizetsz neki, vagy meghalsz".
2004 januárjában tüntetések kezdődtek az elnök ellen, melyek erőszakossá fajultak és több halálos áldozattal jártak. Februárban nyílt lázadás kezdődött ellene, amelyhez hamarosan csatlakozott a második legnépesebb város, Cap-Haïtien is. Az egyeztető tárgyalásokon az ellenzék (befolyásos üzletemberek és katonatisztek) elutasították, hogy Aristide csökkentett jogkörrel, de kitöltse mandátumát, és február 29-én az elnök egy amerikai repülőgépen elhagyta Haitit. Aristide állítása szerint gyakorlatilag elrabolták, míg Washington szerint formálisan lemondott az elnökségről.
Az ország vezetését ideiglenesen a Legfelsőbb Bíróság elnöke, Boniface Alexandre vette át, aki kérte az ENSZ Biztonsági Tanácsát, hogy az elharapózó erőszak megfékezésére békefenntartókat küldjenek Haitira. Június 1-től Brazília vezetésével 7 ezer főnyi nemzetközi kontingens érkezett az országba, ennek ellenére az erőszakos összecsapások (főleg a Fanma Lavalas hívei és a rendőrség között) száma alig csökkent. A tüntetések és tiltakozások több halálos áldozattal jártak.
2006 februárjában végre sor került a többször elhalasztott elnökválasztásra, amit René Préval 51%-kal nyert meg. 2008-ban országszerte tüntetésekre került sor a megemelkedett élelmiszerárak miatt, a főváros repülőterét is lezárták.

## A 2010-es földrengés

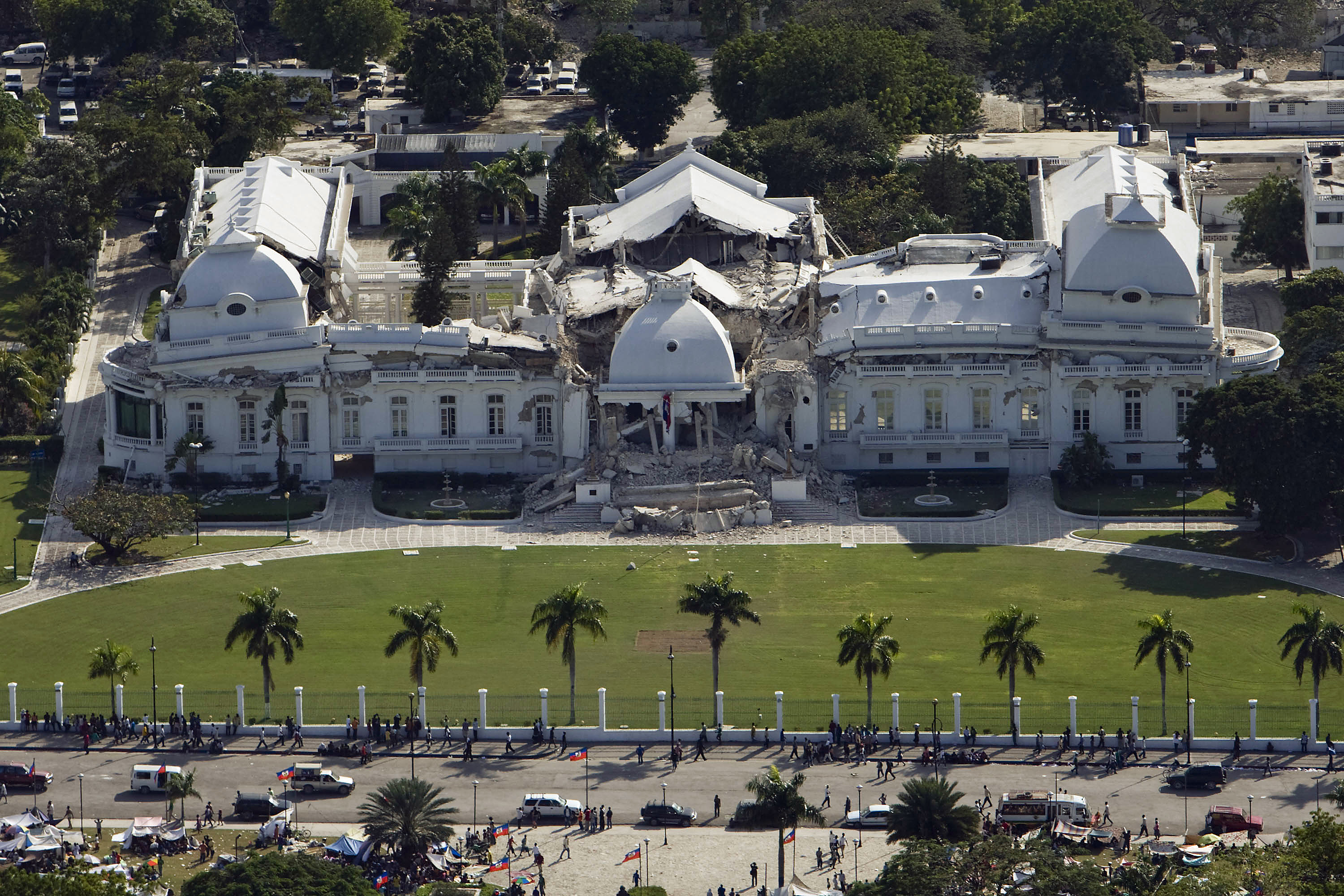
A 2010-es földrengésben megrongálódott elnöki palota

2010. január 12-én Port-au-Prince környékét 7.0-s magnitúdójú földrengés sújtotta, amely a haiti kormány szerint 300 ezer, külföldi vélemények alapján 50-220 ezer halálos áldozattal járt. A főváros gyakorlatilag teljesen rombadőlt, beleértve az elnöki palotát is. Egymillió haiti vált hajléktalanná és több százezren éheztek a rengés utáni kaotikus időszakban. Az áldozatok többségét tömegsírokba temették. A földrengés után járványok ütötték fel a fejüket és a katasztrófa után sokan az éhezés vagy fertőző betegségek miatt vesztették életüket.
2011. április 4-én elnökválasztást tartottak Haitin, melyet a volt zenész és üzletember Michel Martelly nyert meg a Repons Peyizan (Farmerek Válasza) párt színeiben.

## Fordítás
- Ez a szócikk részben vagy egészben  a   History of Haiti című angol Wikipédia-szócikk ezen változatának fordításán alapul.  Az eredeti cikk szerkesztőit annak laptörténete sorolja fel. Ez a jelzés csupán a megfogalmazás eredetét és a szerzői jogokat jelzi, nem szolgál a cikkben szereplő információk forrásmegjelöléseként.